# 联合国安全理事会第1686号决议
联合国安理会1686号决议是2006年6月15日在联合国安全理事会第5461次会议通过的。这个决议是关于黎巴嫩局势的。会议由丹麦代表主持，安理会的15个国家全部投了赞成票。
决议审查了国际独立调查委员会就黎巴嫩2005年2月14日导致前总理拉菲克·哈里里身亡的爆炸案的调查报告，并决定应黎巴嫩总理的要求，将国际独立调查委员会的任期延长至2007年6月15日。

## 相关决议
- 联合国安理会1595号决议
- 联合国安理会1636号决议
- 联合国安理会1644号决议